# Enrique Sanz
Enrique Sanz Unzué (Navarra, 11 settembre 1989) è un ex ciclista su strada spagnolo.
Professionista dal 2011 al 2021, è nipote di Eusebio Unzué, manager del Movistar Team, e di Juan Carlos Unzué, ex calciatore spagnolo.

## Palmarès
- 2007 (Juniores)

Campionati spagnoli, Prova in linea Juniores
- 2011 (Movistar, una vittoria)

2ª tappa Vuelta a la Comunidad de Madrid
- 2020 (Equipo Kern Pharma, una vittoria)

3ª tappa Belgrado-Banja Luka (Teslić > Prnjavor)

## Piazzamenti

### Classiche monumento
- Milano-Sanremo

2014: ritirato
- Giro delle Fiandre

2015: ritirato
2016: ritirato
- Parigi-Roubaix

2015: ritirato